# Hohenlohe-Zentralarchiv Neuenstein

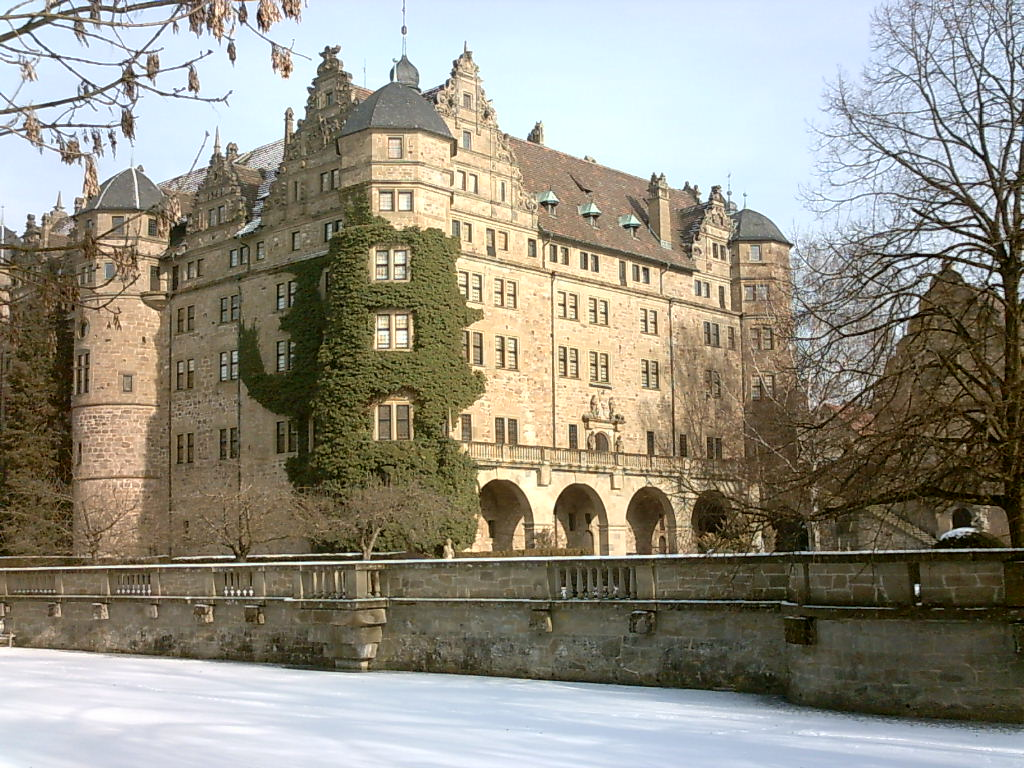
Das Hohenlohe-Zentralarchiv befindet sich im Schloss Neuenstein

Das Hohenlohe-Zentralarchiv Neuenstein ist ein privates Adelsarchiv, dessen Betreuung einer Außenstelle des Staatsarchivs Ludwigsburg obliegt und das sich im Schloss Neuenstein befindet.
Das Hohenlohe-Zentralarchiv ist Eigentum der sechs Linien des Hauses Hohenlohe. Es ist zuständig für alle ehemaligen und noch tätigen Verwaltungen des Hauses Hohenlohe sowie für die Nachlässe der Familienangehörigen.

## Geschichte
Im Lauf der Jahrhunderte teilte sich das Haus Hohenlohe vielfach in verschiedene Linien. Dies hatte auch Auswirkungen auf die Verwaltungen und ihre Archive. Zu Beginn des 16. Jahrhunderts und zu Beginn des 18. Jahrhunderts entstanden zwei gemeinschaftliche Archive. Daneben entstanden an allen Regierungssitzen Registraturen und Archive.
Nach dem Zweiten Weltkrieg wurden die verschiedenen hohenlohischen Archive im Schloss Neuenstein zusammengebracht. Dies dauerte bis in die 1980er Jahre. Mit dem Land Baden-Württemberg wurde vom Haus Hohenlohe im Jahr 1971 ein Vertrag geschlossen, dem zufolge das Archivgut im Eigentum des Hauses Hohenlohe verbleibt, aber staatlich verwaltet und betreut wird. Das Archiv wurde 1975 infolge dieses Vertrags dem Staatsarchiv Ludwigsburg als Außenstelle angegliedert.
Im Juli 2007 vereinbarten der Hohenlohekreis und das Landesarchiv Baden-Württemberg die verstärkte Zusammenarbeit zwischen dem ebenfalls in Neuenstein ansässigen Kreisarchiv und dem Hohenlohe-Zentralarchiv.

## Bestände
Mit fast fünf Regalkilometern, die in 16 Magazinräumen im Neuensteiner Schloss untergebracht sind, ist das Archiv eines der größten Adelsarchive in Deutschland.
Die Bestände des Archivs umfassen sowohl Unterlagen aus der Zeit des Heiligen Römischen Reichs Deutscher Nation, die bis ins 11. Jahrhundert zurückreichen, als auch solche aus der Zeit der Standesherrschaft nach der Mediatisierung von 1806 und Unterlagen zur Familiengeschichte sowie zur Entwicklung der fürstlichen Wirtschaftsunternehmen nach 1918 bis zur Gegenwart.
Das Gemeinschaftliche Hausarchiv des Hauses Hohenlohe (gegründet 1511) sowie das Gemeinschaftliche Archiv der Hohenlohe-Neuensteiner Linie (gegründet 1609) befanden sich bis 1956 in einem Turm der Stiftskirche Öhringen.
Das Gemeinschaftliche Hausarchiv des Hauses Hohenlohe enthält die ältesten Urkunden des Hauses Hohenlohe und das Lehensarchiv sowie die gemeinschaftlichen Sammlungen von Karten und Nachlässen von Mitgliedern der fürstlichen Familie.
Die einzelnen Linienarchive (Hohenlohe-Bartenstein, -Jagstberg, -Kirchberg, -Langenburg, -Oehringen, -Schillingsfürst, -Waldenburg und -Weikersheim) enthalten Unterlagen der gräflichen und fürstlichen Regierungen bis zur Mediatisierung 1806 sowie der Kammern, der Konsistorien (Kirche und Schule) und der Lokalbehörden. In einigen Linienarchiven befinden sich bedeutende Karten- und Musikaliensammlungen.
Die Überlieferungen des 19. und 20. Jahrhunderts enthalten vor allem Unterlagen der Domänenkanzleien, der Rentämter und der Forstverwaltungen.
Als Teil des Gemeinschaftlichen Hausarchivs befindet sich im Hohenlohe-Zentralarchiv das Archiv der Herren von Weinsberg, in dem sich auch der Nachlass des Reichserbkämmerers Konrad von Weinsberg befindet.